# International Affairs
International Affairs est une revue académique à comité de lecture dans le domaine des relations internationales, créée en 1922. La revue est basée à Londres, au Royal Institute of International Affairs, un institut de réflexion, plus connu sous le nom de Chatham House.
Selon les 2021 ISI Journal Citation Reports, elle a un facteur d'impact de 5,957 et est classé au 6e rang mondial dans les revues traitant les relations internationales. Elle cherche à publier une combinaison de recherches rigoureuses sur le plan académique et pertinentes pour les politiques. Elle est publiée six fois par an en version imprimée et en ligne par Oxford University Press pour le compte de Chatham House.
International Affairs a présenté des travaux de certaines des personnalités les plus importantes en politique et du milieu universitaire : de Mahatma Gandhi et Che Guevara en passant par Joseph S. Nye et Susan Strange.

## Histoire

### 1922-1945
Au lendemain de la Première Guerre mondiale, l'Institut britannique (plus tard royal) des affaires internationales est créé en 1920. Il est basé à Chatham House à Londres. Deux ans plus tard, le premier numéro de la revue est publié. Le rédacteur en chef fondateur, Geoffrey Malcolm Gathorne-Hardy, écrit dans le premier éditorial que « la revue deviendra, on l'espère… une source d'information et un guide de jugement dans les affaires internationales ».

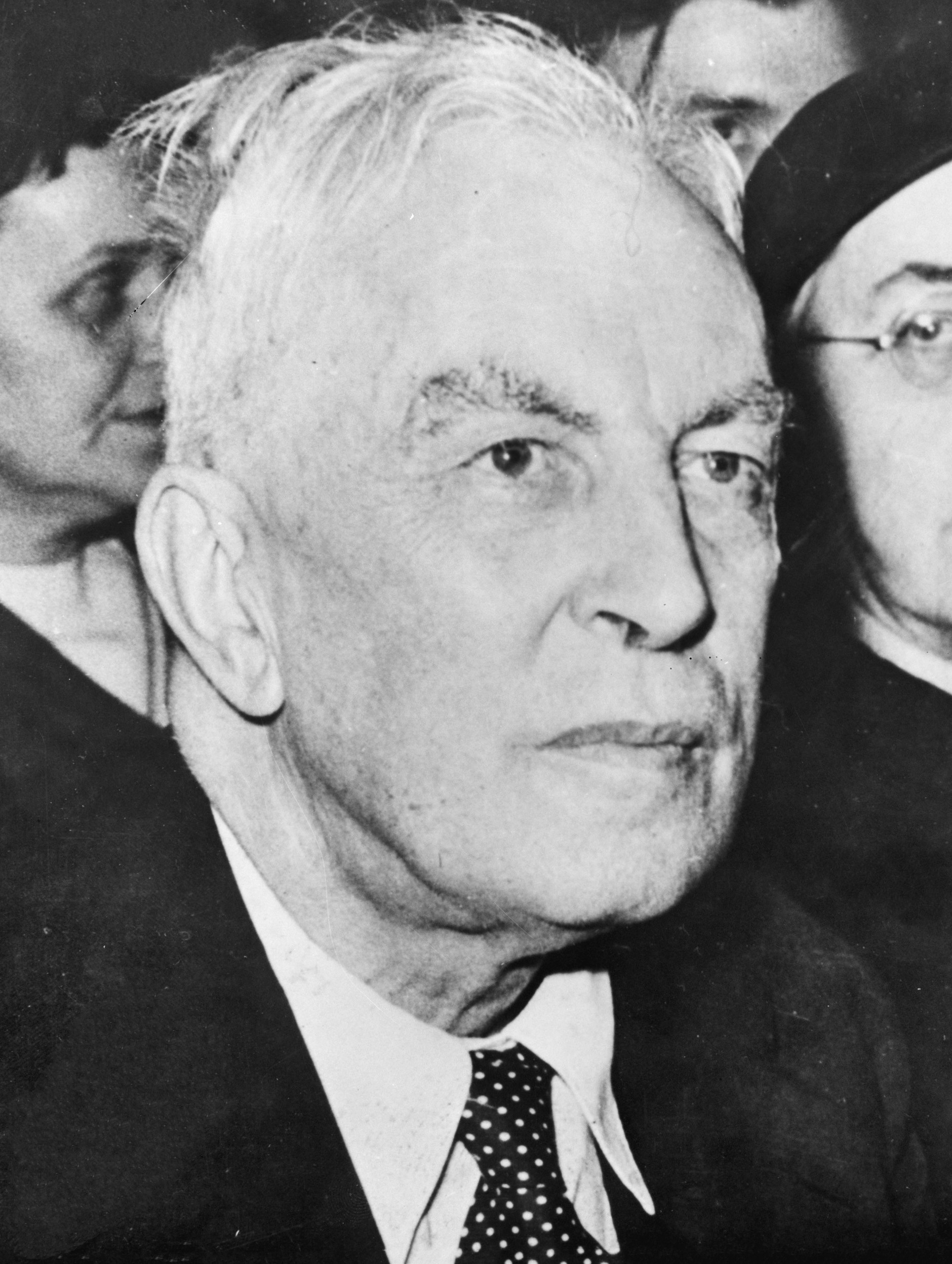
L'historien britannique Arnold Toynbee est un contributeur régulier dans les premières années des de International Affairs.

Pendant une bonne partie de ses débuts, le journal se compose de retranscriptions des principales allocutions et discours prononcés à Chatham House.
En 1931, la revue est rebaptisée International Affairs. Au cours de cette décennie, un certain nombre d'auteurs très appréciés y écrivent, notamment le Mahatma Gandhi, qui visite Chatham House en 1931 pour prononcer un discours intitulé « L'avenir de l'Inde ». L'historien britannique Arnold Toynbee apparaît également à plusieurs reprises dans la revue. Le déclenchement de la Seconde Guerre mondiale en 1939 voit la revue suspendue « jusqu'à nouvel ordre ». Cependant, l'activité ne cesse pas complètement pendant la guerre, car un supplément complet de critiques de livres - souvent composé de 60 critiques ou plus - est publié trois fois par an pendant quatre années. Ensemble, ces suppléments forment le 19e volume des International Affairs lorsque la publication reprend en 1944.

### 1945–1970
Au lendemain de la Seconde Guerre mondiale et au cours des années 1950, International Affairs publie de nombreux articles axés sur le développement des institutions internationales ainsi que sur l'analyse de la politique étrangère soviétique et de la guerre froide en cours. La revue maintient également sa portée mondiale en couvrant les événements majeurs de la période pour le continent africain. Alors que la vague de luttes pour l'indépendance prend de l'ampleur, des articles pour un numéro spécial sur l'Afrique sont commandés et publiés en octobre 1960. Le président tanzanien Julius Nyerere, ainsi que les chefs d'Etat tunisien et malien publient dans la revue autour de cette période. Continuant à retranscrire les principaux discours prononcés à Chatham House, la revue publie en 1964 un article d'Ernesto Che Guevara sur la transformation économique de Cuba sous Fidel Castro. Des personnalités politiques nationales ont également publié dans International Affairs, notamment Vince Cable,.

### 1970–1991
Dans les années 1970 , International Affairs passent d'un simple compte rendu des discours de Chatham House à la publication d'articles scientifiques. Les œuvres de Hedley Bull, Joseph Nye, et Susan Strange illustrent cette nouvelle approche, y compris l'article influent de Strange « Économie internationale et relations internationales : un cas de négligence mutuelle ». En effet, Strange était une contributrice régulière prolifique à la revue en raison de ses liens avec Chatham House – publiant pas mois de 81 articles et critiques de livres entre 1950 et 1996. Au cours des années 1980, cette nouvelle réputation de recherche universitaire s'est accompagnée d'une concentration sur l'actualité.

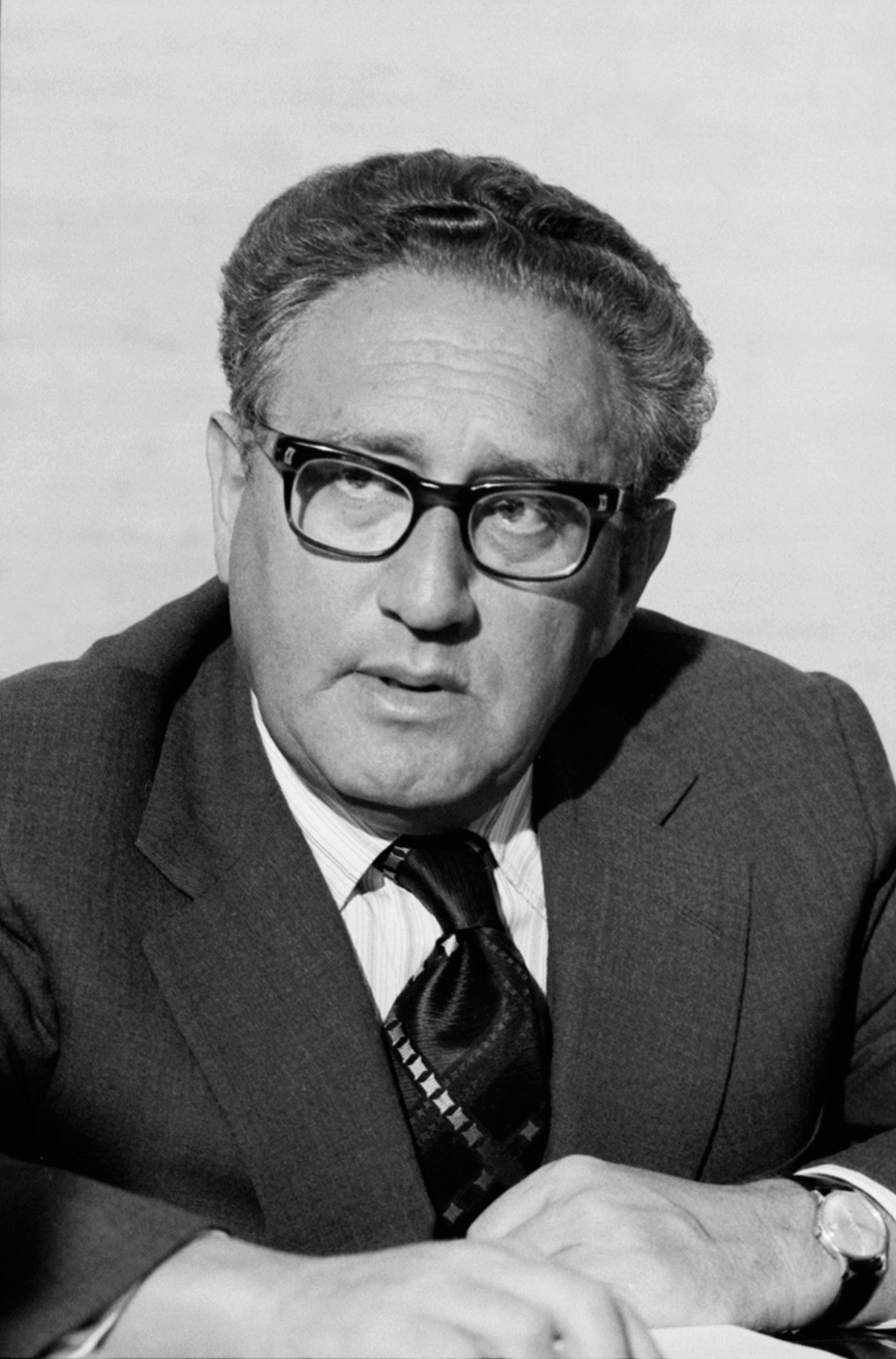
L'ancien secrétaire d'État américain Henry Kissinger rédige un article en 1982.

Des articles sur l'Afghanistan, l'Iran et la guerre des Malouines apparaissent aux côtés de contributions plus théoriques dans le domaine des relations internationales. La sécurité internationale, les armes nucléaires et l'instabilité persistante au Moyen-Orient sont des thèmes récurrents. En 1982, le discours de Chatham House de l'ancien secrétaire d'État américain Henry Kissinger paraît dans le journal, intitulé « Réflexions sur un partenariat : les attitudes britanniques et américaines à l'égard de la politique étrangère d'après-guerre ».

### 1991-présent
La chute de l'Union soviétique créé un nouveau paysage géopolitique et, en 1991, International Affairs publie le premier article d'une longue série cherchant à comprendre la nouvelle réalité : le rôle de l'Estonie dans la nouvelle Europe du futur président estonien Lennart Meri. En 1995, le 75e anniversaire de Chatham House est commémoré par un numéro spécial présentant des réflexions de Sir Michael Howard, Fred Halliday, de l'économiste américain Paul Krugman, Malcolm Bradbury et d'autres. Le 75e anniversaire de la revue elle-même est célébré en 1999.
Les implications politiques des attentats terroristes du 11 septembre aux États-Unis entraînent une réponse de la revue, avec un numéro spécial d'avril 2002 intitulé « Nouveaux ordres, nouvelles normes », qui comprend un article de Joseph Nye. Grâce à la commande de numéros spéciaux ciblés, International Affairs couvrent un éventail de disciplines; y compris des sujets tels que la biodiversité et la consolidation de la paix environnementale, les crises sanitaires mondiales telles que le VIH / SIDA et Ebola, et les relations entre le Royaume-Uni et l'UE.
Le 85e volume de International Affairs est publié en 2009. Cette année-là, le premier numéro comportait un article de Caroline Soper, rédactrice en chef de longue date, sur l'histoire de la revue, ainsi qu'un article de l'ancien conseiller à la sécurité nationale des États-Unis, Zbigniew Brzezinski, qui prévoyait les principaux défis pour le nouveau président Obama,. 2014 voit la commémoration du 90e numéro de la revue et aussi le 100e anniversaire du début de la Première Guerre mondiale. Des numéros spéciaux marquant les deux sont publiés respectivement en janvier et mars,.
2015 voit la transition vers l'équipe éditoriale actuelle. Depuis cette époque, la couverture géographique de la revue et de ses contributeurs s'est également élargie, avec des numéros spéciaux publiés sur la Chine, l'Inde et le Japon, mettant en vedette des auteurs de ces pays aux côtés de contributeurs occidentaux,,. La revue a depuis développé des présences sur les réseaux sociaux et sur les blogues, et adopte une politique de libre accès, suivant le modèle « Gold ».
En 2020, la moitié de tous les contributeurs à la revue, à l'exception des critiques de livres, sont des femmes.

## Liste des éditeurs
Depuis 1922, 97 volumes d'International Affairs sont publiés par 14 éditeurs, totalisant 451 numéros. Voici ci-dessous un résumé des mandats des éditeurs respectifs.
| Éditeur           | Mandat               |
| ----------------- | -------------------- |
| GM Gathorne-Hardy | 1922-1931            |
| Margaret Cleeve   | 1932-1957            |
| Muriel Grindrod   | 1957-1963            |
| NP Macdonald      | 1963-1971            |
| Thomas Barman     | 1971 (janvier-avril) |
| Wendy Hinde       | 1971-1979            |
| Robert Jackson    | 1980                 |
| David Étienne     | 1981-1983            |
| Jean Roper        | 1984-1989            |
| Lucy Seton-Watson | 1989-1992            |
| J. E. Spence      | 1992-1996            |
| Caroline Soper    | 1996-2014            |
| Andrew Dormann    | 2015-présent         |

## Critiques de livres
International Affairs a une section complète consacrée à la critique de livres. Chaque numéro comprend environ 30 critiques dans différentes disciplines, dont :
- Théorie des relations internationales
- Histoire internationale
- Gouvernance, droit et éthique
- Conflit, sécurité et défense
- Économie politique, économie et développement
- Énergie, environnement et santé mondiale
- L'Europe
- La Russie et l'Eurasie
- Moyen-Orient et Afrique du Nord
- Afrique sub-saharienne
- Asie du sud
- Asie de l'Est et Pacifique
- Amérique du Nord
- Amérique latine et Caraïbes

## Publications en ligne
Ces dernières années, les rédacteurs en chef de International Affairs ont organisé une série de « Virtual Issues » uniquement en ligne, dans lesquels une collection d'articles issues des archives démontre l'engagement de la revue avec des thèmes et enjeux majeurs. Tous les numéros virtuels sont fournis gratuitement par Oxford University Press et sont accompagnés d'introductions de spécialistes renommés pour chaque discipline donnée.

## Early Career Prize
En 2017, International Affairs ont lancé le Early Career Prize, visant à célébrer le travail des contributeurs de revues ayant moins de sept ans d'expérience universitaire. Le Prix est décerné chaque année à un auteur (ou des auteurs si l'article est écrit à plusieurs mains) dont l'article paru dans le journal est jugé par un comité composé de membres du comité de rédaction de la revue comme remplissant les critères suivants :
- Un article exceptionnel qui montre une réflexion novatrice sur une question d'affaires/d'études internationales
- Offre une contribution précieuse au domaine/à la littérature
- Démontre d'excellentes méthodes de recherche, des capacités d'analyse et une présentation claire des arguments
- Est bien écrit dans un style accessible
- Dans l'ensemble, il s'agit du meilleur article d'un auteur en début de carrière au cours de l'année civile donnée, observant que International Affairs a pour mission d'être une revue rigoureuse sur le plan académique et pertinente pour les décisionnaires politiques.

Le prix est décerné lors de la convention annuelle de l'International Studies Association . Les gagnants précédents sont les suivants : 
| Année | Des noms)                                      | Article | Problème             |
| ----- | ---------------------------------------------- | --- | -------------------- |
| 2018  | Jasmine-Kim Westendorf et Louise Searle        | ' Exploitation et abus sexuels dans les opérations de paix : tendances, réponses politiques et orientations futures '    | 93:2 (mars 2017)     |
| 2019  | Katja Lindskov Jacobsen et Troels Gauslå Engel | ' La prévention des conflits comme réponse pragmatique à une double crise : l'interventionnisme libéral et le Burundi '  | 94:2 (mars 2018)     |
| 2020  | Paula Drummond                                 | ' Et les hommes ? Vers une interrogation critique des violences sexuelles faites aux hommes dans la politique mondiale ' | 95:6 (novembre 2019) |
| 2021  | Olivier Schmitt                                | ' Paradigmes de guerre et avenir de la puissance militaire occidentale '                                                 | 96:2 (mars 2020)     |
| 2022  | Jelena Cupać et Irem Ebetürk (co-vainqueur)    | ' Backlash plaidoyer et polarisation des ONG sur les droits des femmes aux Nations Unies '                               | 97:4 (juillet 2021)  |
| 2022  | Clare Elder (co-gagnante)                      | ' Le virage autoritaire du Somaliland : le pouvoir oligarchique-corporatif et l'économie politique des États de facto '  | 97:6 (novembre 2021) |

## Blogue en affaires internationales
En 2016, International Affairs lance un blog sur la plateforme de publication sociale Medium. Il est conçu pour apporter les idées de la revue à un public plus large et rehausser le profil des universitaires qui y contribuent. Depuis 2017, le blogue propose également une série d'articles de développement professionnel, fournissant des conseils sur la publication dans des revues universitaires.

## Résumé et indexation
La revue est résumée et indexée dans :
- Academic Search
- Arts & Humanities Citation Index
- Current Contents/Social & Behavioral Sciences
- GeoRef
- Scopus
- Social Sciences Citation Index